# Antonio Norzagaray Ángulo
Antonio Norzagaray Angulo fue un militar mexicano que participó en la Revolución mexicana. Nació en 1888 en el municipio de Sinaloa, Sinaloa. Destacado militar Constitucionalista desde 1913 en que se unió a la lucha contra Victoriano Huerta, participó en la Toma de Culiacán. En 1915 fue clave en la campaña contra Francisco Villa; transportó pertrechos, haberes y refuerzos de Veracruz al Bajío; después operó en los estados del Occidente de México. 
Representó al distrito de Tacaba del Distrito Federal en el Congreso Constituyente. Fue gobernador interino del estado de Aguascalientes en enero de 1917 convocando a elecciones constitucionales, entregando el poder a Aurelio L. González. Luego participó en la lucha contra el rebelde michoacano Chávez García. A causa de la muerte de su Jefe, Melitón Albáñez, quedó al frente de su campaña en octubre de 1917, pero fue sustituido poco después por Enrique Estrada.
La población Antonio Norzagaray se encuentra en el municipio de Guasave, Sinaloa.
- Datos: Q5699204